# Kelly Ayotte
Kelly Ann Ayotte (/ˈeɪɒt/; 27 de juny de 1968) és una advocada i política estatunidenca que va ser Senadora dels Estats Units pel Partit Republicà de 2011 a 2017 i Fiscal de Nou Hampshire de 2004 a 2009.
Nascuda i criada a Nashua, Nou Hampshire, Ayotte es va llicenciar a l'Institut de Nashua, a la Universitat Estatal de Pennsilvàni i a la Villanova University School of Law. Va treballar com secretària legal pel Tribunal Suprem de Nou Hampshire abans d'entrar a l'empresa privada. També ha treballat com a fiscal del Departament de Justícia de Nou Hampshire, i breument va treballar en el consell legal del Governador de Nou Hampshire Craig Benson, abans de tornar al Departament de Justícia per servir com a Ajudant de Fiscal de Nou Hampshire.
El juny de 2004, el Governador Benson va nomenar Ayotte Fiscal de Nou Hampshire, després de la dimissió de Peter Heed. Es va convertir en la primera i única dona fiscal de Nou Hampshire, des del 2004 fins al 2009, després de renomenada en dues ocasions pel governador demòcrata John Lynch. Al juliol de 2009, Ayotte va dimitir com a fiscal per presentar-se a les eleccions al Senat dels Estats Units, després que el que ho havia estat en tres ocasions, l'incumbent Judd Gregg, anunciés la seva jubilació.
Al setembre de 2010, Ayotte va guanyar en una victòria ajustada respecte l'advocat Ovide M. Lamontagne en les primàries del Partit Republicà per les eleccions al Senat dels Estats Units. Va derrotar el llavors congressista Paul Hodes en les eleccions generals amb un sòlid 60% del vot i va jurar el càrrec al Senat com a membre del 112è Congrés el 3 de gener de 2011. El nom d'Ayette va sortir com a possible número 2 de Mitt Romney en la seva candidatura pel Partit Republicà en les eleccions presidencials de 2012. L'agost de 2013, la revista Newsmax va publicar en portada el titular "Ayotte No. 1 entre les 25 dones més influents en el GOP", qualificant-la com una "força emergent en del Congrés."
Al 2016, Ayotte va ser derrotada en la seva campanya a la reelecció per la Governadora Demòcrata Maggie Hassan per un marge molt estret de 1017 vots (el 0.14%). Després que el President Donald Trump nomenés el Jutge Neil Gorsuch membre del Tribunal Suprem dels Estats Units, l'administració va escollir Ayotte directora de l'equip de la Casa Blanca que escortaria el candidat a les reunions i les audiències a Capitol Hill.